# 龚惠人
龚惠人（1904年—1995年），男，江苏崇明（今属上海）人，中国天文仪器专家，中国现代时间频率工作奠基人之一。曾任中国科学院上海天文台副台长，中国天文学会常务理事。